# Государственный Большой концертный зал имени Салиха Сайдашева
Госуда́рственный Большо́й конце́ртный зал и́мени Сали́ха Сайда́шева (первоначально Государственный Большой концертный зал Республики Татарстан) был построен в 1967 году по проекту архитекторов М. Х. Агишева, Е. И. Прокофьева, В. П. Логинова. Двухэтажное здание на площади Свободы состоит из Большого, Малого и репетиционного зала и других помещений. В июне 1996 года здание подверглось кардинальной реконструкции. В 1997 году был установлен большой орга́н голландской фирмы «Flentrop». По инициативе общественных и культурных организаций в 2000 году принято решение переименовать увековечить память Салиха Сайдашева и присвоить ГБКЗ его имя.

## Деятельность
На сцене ГБКЗ постоянно выступают коллективы и солисты мирового уровня, проходят концерты оперных звезд, знаменитых дирижёров и виртуозов, а также фестивали, конкурсы, мировые премьеры.
В Большом концертном зале имени Сайдашева ежегодно проводится международный фестиваль «Пианофорум», Международная хоровая ассамблея, проходят концертные сезоны Государственного симфонического оркестра РТ, постоянно выступает камерный оркестр «La Primavera». Новый зал был открыт международным фестивалем «Новое передвижничество».
На сцене БКЗ выступали выдающиеся исполнители и коллективы — оркестры «Виртуозы Москвы» Владимира Спивакова, Мариинского театра под управлением Валерия Гергиева, джазовый оркестр Олега Лундстрема, Денис Мацуев, Игорь Бутман, Елена Образцова, Любовь Казарновская.
В ГБКЗ проходили многие торжественные церемонии: II Всемирный конгресс татар, инаугурация Президента РТ и др.

## Фестивали
В БКЗ проходили или периодически проходят следующие фестивали:
- 8-13 февраля 2009 года — III международный фестиваль «Классическая гитара в XXI веке»
- 31 марта-4 апреля 2009 года — II «Абязов-фестиваль»
- 4-7 декабря 2009 года — Международный фестиваль-конкурс концертных органистов
- 21 апреля 2009 года — Восьмой Московский Пасхальный фестиваль
- международный фестиваль «Джазовый Перекресток» («Jazz Crossroads»)
- международный фестиваль «Пианофорум»
- международный фестиваль «Новое передвижничество»

### Международный фестиваль классической музыки имени Сергея Рахманинова «Белая сирень»
Первый фестиваль состоялся в ГБКЗ в мае 2011 года. Его проводит Государственный симфонический оркестр РТ под управлением Александра Сладковского. Фестиваль собрал разных участников, в том числе знакомых с городом и ранее при проведении других музыкальных фестивалей. Предстоит расширение известности фестиваля.

### Международный фестиваль современной музыки «Конкордия» имени Софьи Губайдуллиной
В ноябре 2011 года с личным патронажем и участием выдающегося современного композитора Софьи Губайдуллиной основан ежегодный фестиваль современной музыки её имени «Конкордия», в ходе которого в ГБКЗ выступают известные российские и мировые композиторы и исполнители. Фестиваль проводит Государственный симфонический оркестр РТ под управлением Александра Сладковского.

## Характеристики
- количество мест: 700

## Примечание
1. ↑  БКЗ будет носить имя Салиха Сайдашева (недоступная ссылка)
2. ↑  Государственный симфонический оркестр Татарстана вошел в структуру ГБКЗ им. С.Сайдашева (недоступная ссылка): Портал Министерства культуры РТ, 19 сентября 2007 года
3. ↑  Камерный оркестр «La Primavera». Дата обращения: 15 мая 2009. Архивировано 19 июля 2007 года.